# Obreck

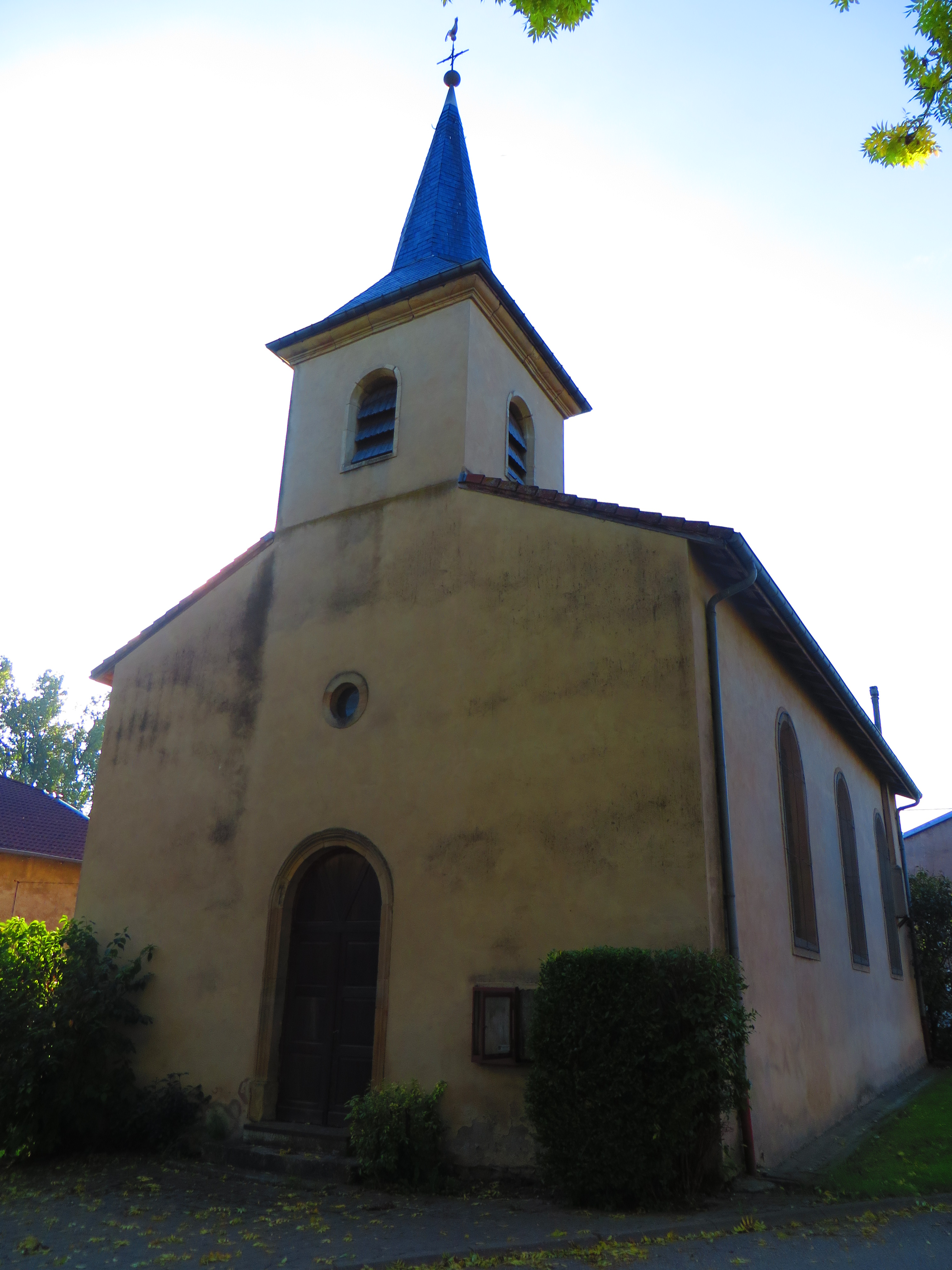
Kirche St. Clément

Obreck ist eine französische Gemeinde mit 37 Einwohnern (Stand 1. Januar 2022) im Département Moselle in der Region Grand Est (bis 2015 Lothringen). Sie gehört zum Arrondissement Sarrebourg-Château-Salins.

## Geographie
Obreck liegt in Lothringen an der Kleinen Seille, 52 Kilometer südöstlich von Metz  und 7½ Kilometer nordöstlich von Château-Salins auf einer Höhe zwischen 208 und 306 m über dem Meeresspiegel. Das Gemeindegebiet umfasst 3,24 km². Die Gemeinde liegt im Regionalen Naturpark Lothringen.

## Geschichte
Die Ortschaft gehörte früher zum Bistum Metz. 1254 gab ein Mateloz Clerc von Obreck sein hiesiges Gut an das Kloster Salival. Im Jahr 1349 wurde der Ort als Obrickes  erwähnt.
Durch den Frankfurter Frieden vom 10. Mai 1871 kam die Region an das deutsche Reichsland Elsaß-Lothringen, und das Dorf wurde dem Kreis Château-Salins im Bezirk Lothringen zugeordnet. Die Dorfbewohner betrieben Wein-, Hopfen-, Tabak-, Obst- und Gemüsebau.
Nach dem Ersten Weltkrieg musste die Region aufgrund der Bestimmungen des Versailler Vertrags 1919 an Frankreich abgetreten werden. Im Zweiten Weltkrieg war die Region von der deutschen Wehrmacht besetzt.

### Bevölkerungsentwicklung
| Jahr      | 1962 | 1968 | 1975 | 1982 | 1990 | 1999 | 2007 | 2019 |
| --------- | ---- | ---- | ---- | ---- | ---- | ---- | ---- | ---- |
| Einwohner | 90   | 62   | 55   | 39   | 46   | 40   | 53   | 33   |

## Wappen
Im Gemeindewappen finden sich die Symbole zweier Klöster, die in Obreck begütert waren: die Adlerfänge für das Kloster Villers-Bettnach und die Lachse für das Kloster Salival.